# Noratore

Simbolo circuitale del noratore

Nella teoria dei circuiti, un noratore è un bipolo ideale lineare e permanente che può avere ai suoi capi una tensione e una corrente arbitrarie. Un noratore rappresenta un generatore controllato di tensione o di corrente con guadagno infinito.
L'inserimento di un noratore in un circuito fornisce corrente e tensione a qualunque elemento del restante circuito lo richieda.
Un noratore se considerato da solo è un elemento assurdo e privo di significato; esso, però, può essere utilizzato in coppia a un nullatore per formare un nullore.
Si dimostra inoltre che i due bipoli nullatore e noratore formano, se posti in parallelo, il bipolo cortocircuito ideale, mentre se posti in serie il bipolo circuito aperto ideale.